# Orde van Verdienste op de Werkplek
De Orde van Verdienste op de Werkplek (Frans: "Ordre du Mérite du Travail") werd op 21 januari 1957 ingesteld en was een van de achttien "ministeriële orden" van de Franse republiek en werd in met 15 andere Franse orden op 1 januari 1963 vervangen door de Nationale Orde van Verdienste. De orde werd verleend voor verdienste op het gebied van handel en industrie. Ook langdurige dienstverbanden en bijzondere kwaliteiten en vaardigheden kwalificeerden voor het toekennen van deze onderscheiding.
De orde werd door een Raad die werd voorgezeten door de Minister van Arbeid beheerd.

## De drie rangen van de orde
- Commandeur - De commandeur draagt een groot uitgevoerd gouden kleinood van de orde aan een lint om de hals.
- Officier - De officier draagt een gouden kleinood aan een lint met een rozet op de linkerborst.
- Ridder - De ridder draagt een zilveren kleinood aan een lint op de linkerborst.

## De versierselen van de orde
Het kleinood van de orde was een gouden of zilveren opengewerkt medaillon met daarop " Marianne" met de gevleugelde helm van de god Mercurius, een passer, een winkelhaak en twee hamers.

Op de rand staan de woorden"Mérite du Travail" en op de keerzijde "LIBERTÉ ÉGALIT FRATERNITÉ" en "REPUBLIQUE FRANCAISE". Op de helm van Marianne zit een "Gallische haan".

Het lint was donkergroen met witte en rode biezen.

De seculiere Franse Republiek kende geen ridderorden die de traditionele vorm van een kruis hebben. Daarom werd bij de vormgeving van deze door Paul Niclausse ontworpen decoratie voor een kleinood in de vorm van een medaillon met gereedschappen gekozen.
Zie ook: lijst van historische orden van Frankrijk.